# Referendum w Republice Serbskiej w 2016 roku
Referendum w Republice Serbskiej (2016) – referendum odbywające się 25 września w Republice Serbskiej, będącego entitety Bośni i Hercegowiny.
W referendum mieszkańcy Republiki Serbskiej wypowiedzieli się na temat, czy 9 stycznia ma być świętowany jako Dzień Republiki tego entitetu. 9 stycznia wypada także wspomnienie świętego Szczepana, dzień ten jest także rocznicą powstania w 1992 Serbskiej Republiki Bośni i Hercegowiny (wówczas jako części Jugosławii).

## Przyczyny
Republika Serbska w obecnej formule powstała, jako jeden z entitetów, Bośni i Hercegowiny na mocy układu z Dayton (1995), który zakończył wojnę domową z pierwszej połowy lat 90. W wyniku działań wojennych i ich następstw struktura demograficzna terenów entitetu zmieniła się: w 1991 Bośniaccy Serbowie stanowili ok. 55% społeczności, Boszniacy ok. 28%, Jugosłowianie 4%, a Chorwaci 2,5%, podczas gdy w 2013 Serbów było już ponad 81%, Muzułmanów tylko 13%. 
26 listopada 2015 Sąd Konstytucyjny Bośni i Hercegowiny stwierdził, że niezgodne z ustawą zasadniczą (oktrojowaną w 1995 przez społeczność międzynarodową) jest świętowanie 9 stycznia (mając na uwadze iż jest to także prawosławne wspomnienie św. Szczepana) i będzie to dyskryminacją innych narodów wchodzących w skład kraju – jednocześnie wskazano, że Republika Serbska powinna w ciągu pół roku ustalić inny dzień na obchodzenie Dnia Republiki. Sprawę do Sądu zgłosili Boszniacy, którzy uznali datę święta za dyskryminację innych grup narodowych wchodzących w skład Bośni i Hercegowiny. Władze Republiki Serbskiej nie przyjęły wyroku sądu, podkreślając m.in. iż na mocy układu z Dayton część z sędziów nie jest obywatelami Bośni i Hercegowiny. 9 stycznia 2016 w entitecie obchodzono Dzień Republiki – w uroczystościach w stolicy, Banja Luce, uczestniczył m.in. premier Serbii Aleksandar Vučić. Władze Serbii dystansowały się od pomysłu referendum, a jego głównym orędownikiem był Milorad Dodik, prezydent Republiki Serbskiej – podkreślał on jednak, w wywiadzie dla Radia Wolna Europa, że nie ma ono na celu potencjalnej secesji entitetu oraz być wyrazem sprzeciwu drogi Bośni i Hercegowiny do Unii Europejskiej (kilka dni przed referendum, 21 września, Unia Europejska zaakceptowała wniosek Bośni i Hercegowiny o członkostwo we wspólnocie, który przesłano w lutym). Mimo to część lokalnych polityków, po tym jak referendum skrytykowała Komisja Wenecka, była przeciwna organizacji plebiscytu ze względu na jego niekonstytucyjność oraz podważanie układu z Dayton. W opinii ekspertów referendum mogłoby wpłynąć na destabilizację, a nawet rozpad Bośni i Hercegowiny, która funkcjonuje dzięki międzynarodowym ustaleniom z 1995.

## Referendum
W lutym 2016 prezydent Milorad Dodik zapowiedział zorganizowanie referendum. 25 września uprawnionych do głosowania w plebiscycie jest ok. 1 200 000 mieszkańców Republiki Serbskiej. Na kartach znajdowało się pytanie, czy są za tym, „aby Dzień Republiki Serbskiej był upamiętniony i obchodzony 9 stycznia?”.
Dystrykt Brczko, jedna z trzech części składowych Bośni i Hercegowiny, nie wyraził zgody na przeprowadzenie głosowania na jego terytorium – zainteresowani oddawali swoje głosy w gminach Donji Žabar oraz Bijeljina. Poza terytorium Republiki Serbskiej można było głosować w siedmiu państwach: Serbii, Niemczech, Szwajcarii, Austrii, Rosji, Belgii oraz Holandii.

### Wyniki
W referendum wzięło udział 55,77% uprawnionych, a 99,81% opowiedziało się za obchodzeniem 9 stycznia Dnia Republiki. Milorad Dodik po zakończeniu głosowania przyznał, że był to dzień, który zapisze się w historii „jako dzień serbskiego samookreślenia” – słowa te wypowiedziane zostały w Pale, mieście będącym siedzibą wojskowych oddziałów Bośniackich Serbów w czasie wojny domowej.

## Reakcje międzynarodowe
Oponentami referendum były Stany Zjednoczone oraz Unia Europejska. Mimo obecności na uroczystościach państwowych 9 stycznia 2016 premier Serbii Aleksandar Vučić przyznał iż jego rząd uważa organizację głosowania za błędną, a jego skutki mogą doprowadzić do destabilizacji całego kraju. Negatywnie na temat plebiscytu wypowiedział się również Wysoki przedstawiciel dla Bośni i Hercegowiny, który zauważył, że głosowanie podważa ustalenia z Dayton. Głosowanie poparła Rosja.

## Następstwa
26 września Prokuratura Generalna Bośni i Hercegowiny wszczęła śledztwo w sprawie przeprowadzenia referendum.